# اس-بان هانوفر
 اس-بان هانوفر (انگلیسی: Hanover S-Bahn) شبکه قطار حومه شهر هانوفر، آلمان است.
این راه‌آهن که در سال ۲۰۰۰ تاسیس شده دارای ۱۰ خط، ۷۴ ایستگاه و ۳۸۵ کیلومتر طول دارد.

## نگارخانه

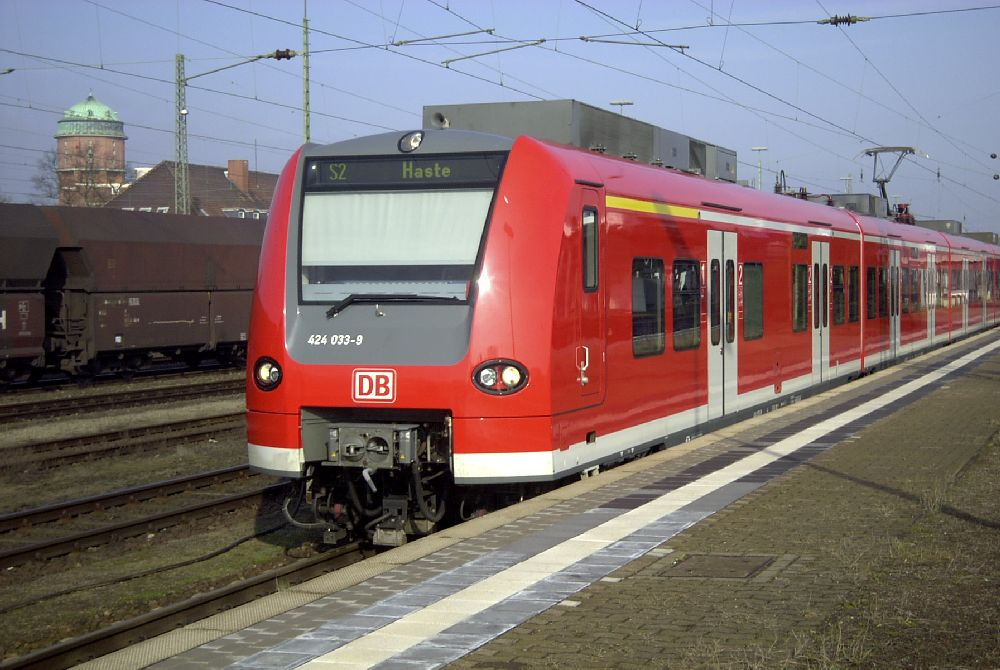
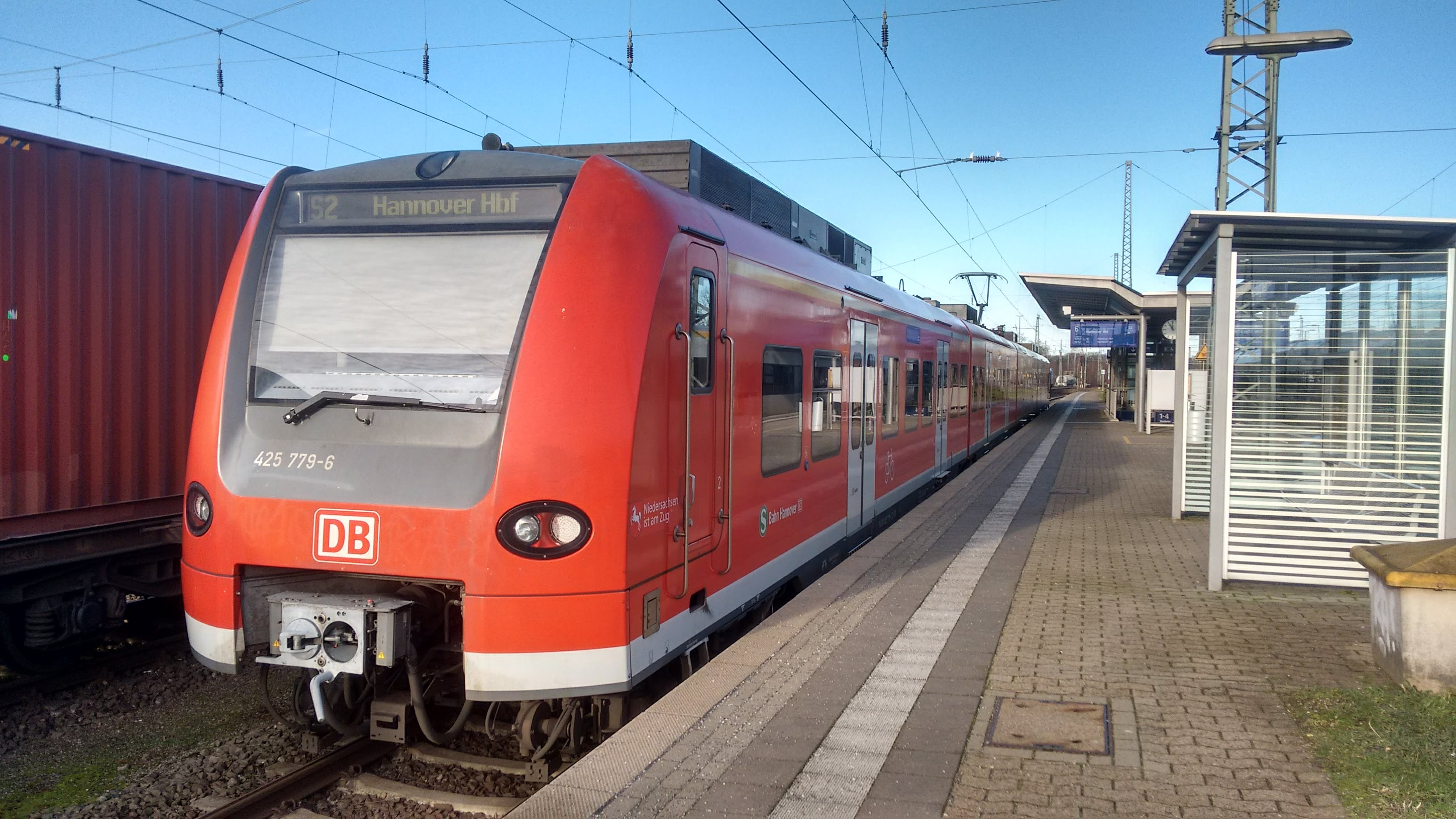
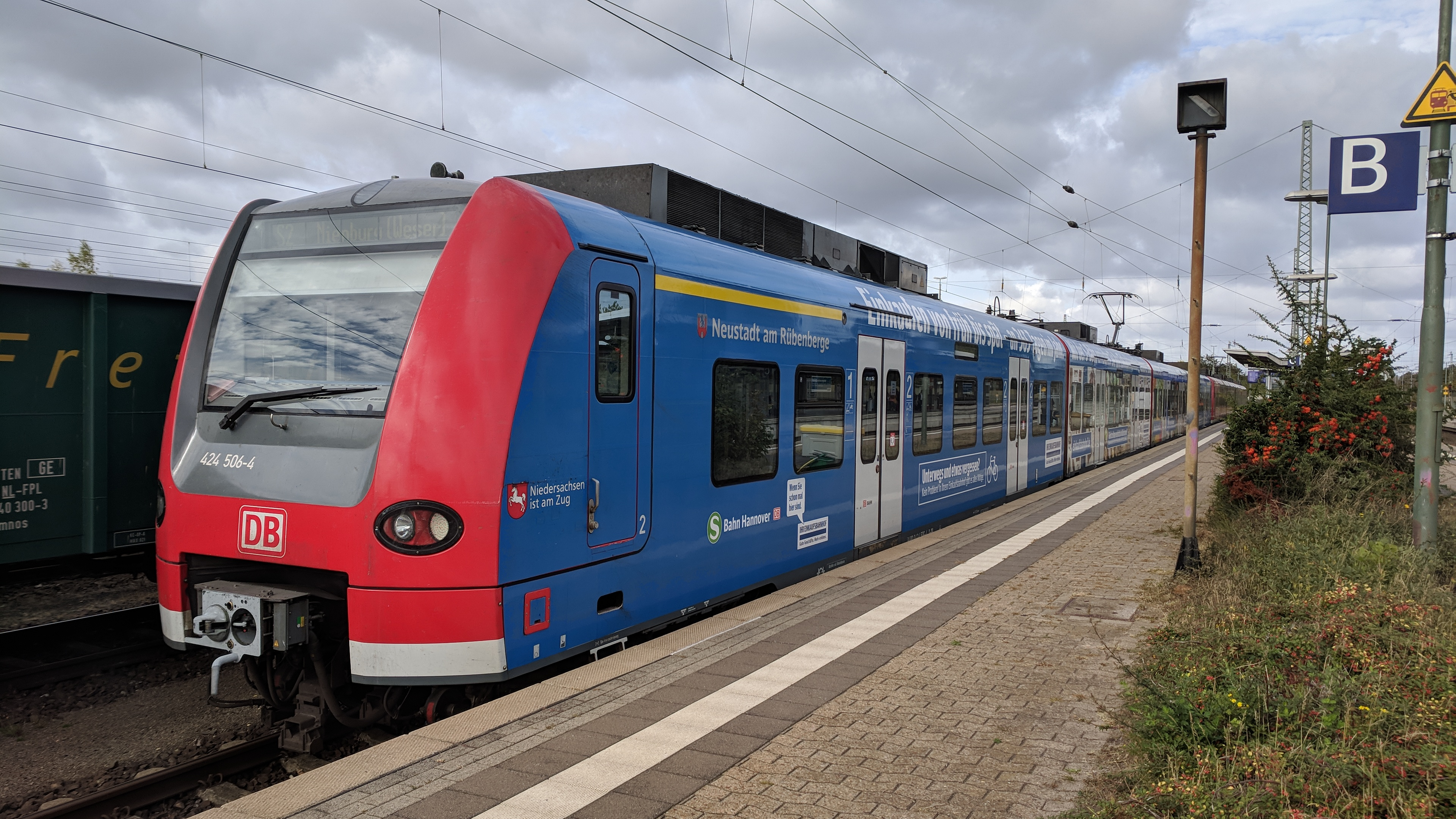